# Kickxia asparagoides
Kickxia asparagoides är en grobladsväxtart som först beskrevs av Georg August Schweinfurth, och fick sitt nu gällande namn av Cuf.. Kickxia asparagoides ingår i släktet spjutsporrar, och familjen grobladsväxter. Inga underarter finns listade i Catalogue of Life.